# Joseph-Hippolyte Join-Lambert
Pour les articles homonymes, voir Join-Lambert.
Joseph-Hippolyte Join-Lambert, né le 23 novembre 1812 à Elbeuf et mort le 24 avril 1857, est un prêtre catholique normand.

## Biographie
Joseph-Hippolyte Join-Lambert est le fils de l'industriel Hippolyte Join-Lambert (1780-1851), maire-adjoint d'Elbeuf, et d'Eulalie Durécu. Il est un élève très brillant. Il fit l'École polytechnique, puis l'École nationale des ponts et chaussées, avant d'entrer au séminaire.
Il fonde à Bois-Guillaume (banlieue de Rouen) l'Institution Join-Lambert, collège catholique déplacé en 1899 à Rouen même. L'établissement porte désormais le nom d'Institution Jean-Paul II.

## Sources
- Pierre Labbé, Notice sur la vie de l'abbé Join-Lambert. Fondateur de l'Institution ecclésiastique de Boisguillaume., Imprimerie nouvelle Paul Lepretre, Rouen, 1890.
- Jean-Dominique Eude (préf. François de Beaurepaire), Joseph Hippolyte Join-Lambert (1812 - 1857) : Prêtre et Fondateur, Rouen, 2012, 433 p. (ISBN 978-2-7466-5403-7, OCLC 836006534)Prix Gossier 2013 de l'Académie des sciences, belles-lettres et arts de Rouen.
- Voir le site web du Collège :
- Voir la notice de la famille Join-Lambert.